# پل دره سواره
پل دره سواره مربوط به دوره قاجار است و در شهرستان ممسنی، بخش مرکزی، دهستان فهلیان، ۵۰۰ متری جنوب شرق روستای فهلیان علیا واقع شده و این اثر در تاریخ ۳۰ بهمن ۱۳۸۶ با شمارهٔ ثبت ۲۰۷۷۵ به‌عنوان یکی از آثار ملی ایران به ثبت رسیده است.